# فدراسیون فوتبال تاجیکستان
فدراسیون فوتبال تاجیکستان نهاد اداره‌کنندهٔ فوتبال در تاجیکستان است. این نهاد در سال ۱۹۳۶ پایه‌گذاری شده و اکنون عضو کنفدراسیون فوتبال آسیا است. در حال حاضر ریاست این نهاد بر عهدهٔ رستم امامعلی می‌باشد.